# 仮想同期発電機

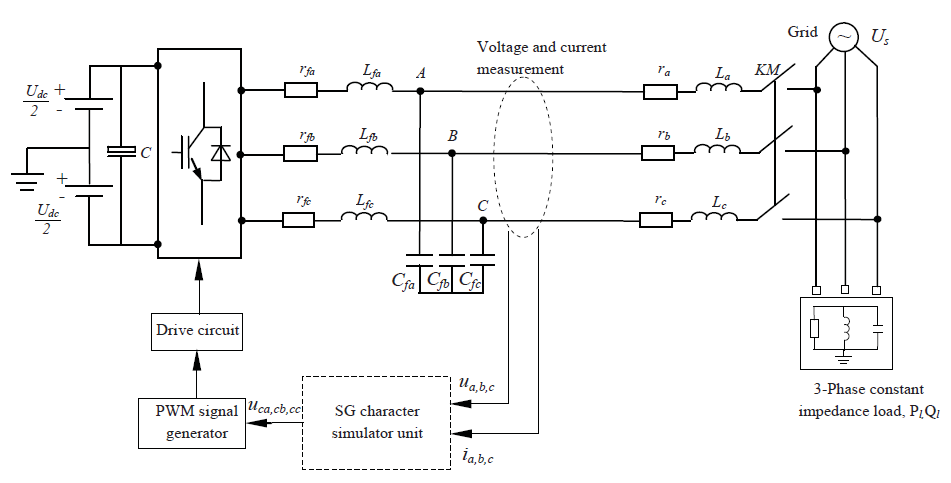
図1.仮想同期発電機インバーターの簡易ダイアグラム

仮想同期発電機（かそうどうきはつでんき、enːSynchronverters or virtual synchronous generators）は、同期発電機（SG） の動作をシミュレーションすることで、電力系統に「慣性」を持たせるインバーターである。
同期発電機の回転エネルギー・慣性によって電力系統は負荷の急変が生じても急に止まったり加速したりはせず発電機はある程度一定の周波数で電力を供給し、安定した交流電流を供給する。
一方インバーター（半導体）による変電を行う太陽光発電などはこうした慣性力を持たない。そのため同期発電機をコンピューター上でシミュレーション、これを模倣した動作をインバーターに行わせ、慣性力を持たせる。

## 制御戦略

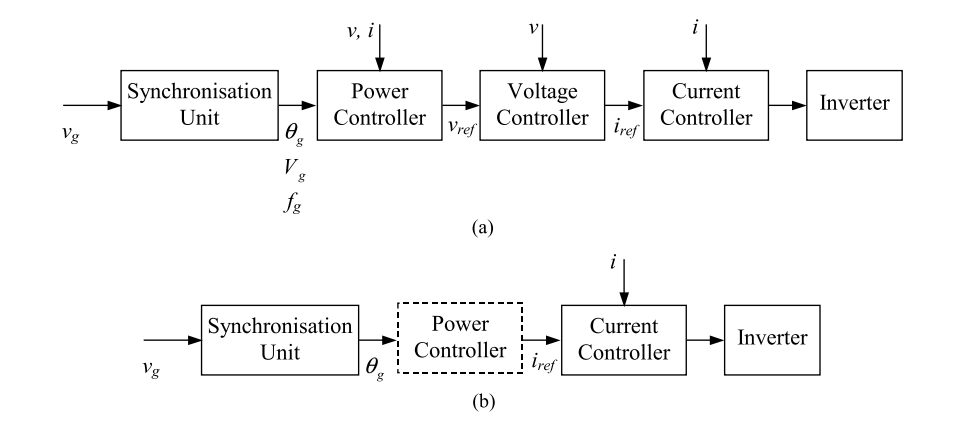
図4。グリッド接続されたパワーインバーターの典型的な制御構造。（a）電圧源として制御される場合。（b）電流供給として制御される場合。

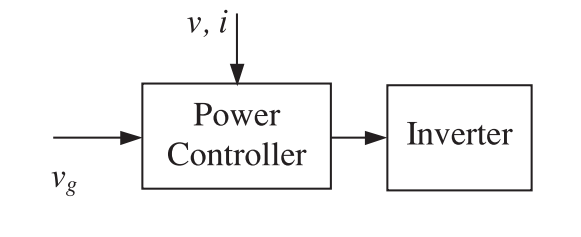
図5。グリッド接続インバータのコンパクトな制御構造。

## アプリケーション

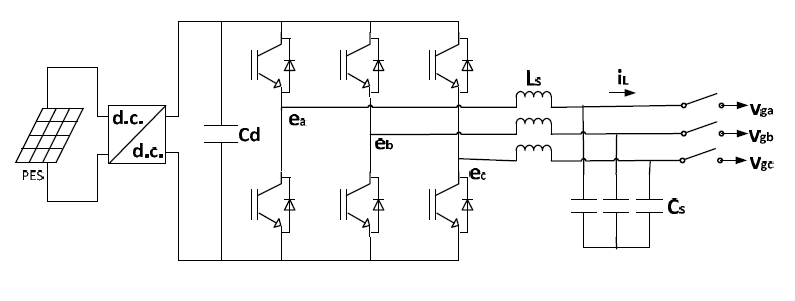
図6。三相同期発電機の電源部分。

## 同期発電機モデル

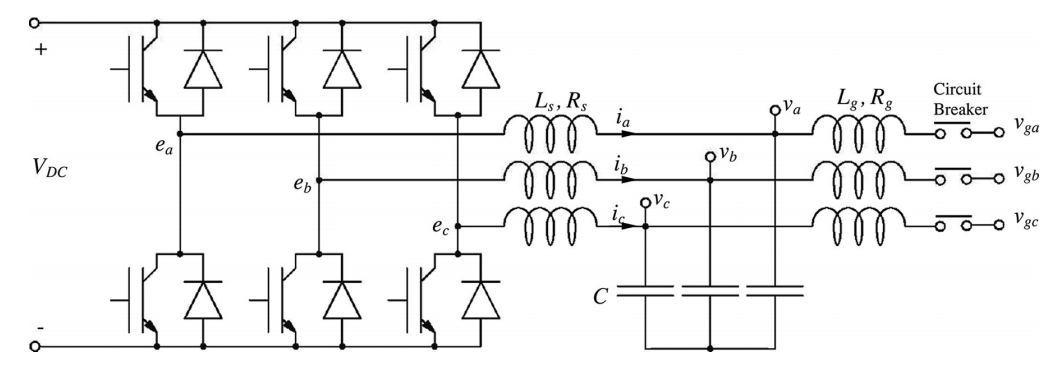
図2。同期発電機の電源部分

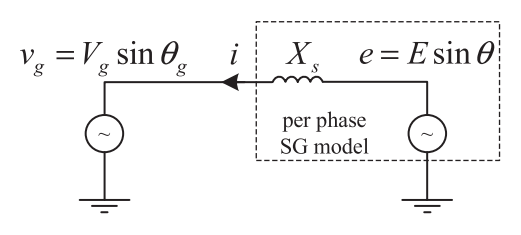
図3。無限バスに接続されたSGのフェーズごとのモデル

{\displaystyle V_{q}=\omega (E_{q}+x_{d}.i_{d})+i_{q}.R_{s}}
{\displaystyle V_{d}=\omega (E_{d}+x_{q}.i_{q})+i_{d}.R_{s}}
ここで、{\displaystyle V_{d}}と{\displaystyle V_{q}}端子電圧のdq軸成分